# 올림픽 우간다 선수단
우간다는 1956년 올림픽에 처음 참가했으며 그 이후로 보이콧된 1976년 하계 올림픽을 제외하고 모든 하계 올림픽에 선수단을 파견해 왔다. 우간다는 동계 올림픽에 참가한 적이 없다.
우간다 선수들은 육상과 복싱에서 총 11개의 메달을 획득했다.
우간다 국가 올림픽 위원회는 1950년에 창설되었고 1956년에 국제 올림픽 위원회의 승인을 받았다.

## 대회별 메달 집계

### 하계 올림픽 메달 집계
| 경기                  | 선수          | 금   | 은   | 동   | 합계 | 순위 |
| 1956년 멜버른         | 3             | 0    | 0    | 0    | 0    | -    |
| 1960년 로마           | 10            | 0    | 0    | 0    | 0    | -    |
| 1964년 도쿄           | 13            | 0    | 0    | 0    | 0    | -    |
| 1968년 멕시코시티     | 11            | 0    | 1    | 1    | 2    | 38   |
| 1972년 뮌헨           | 33            | 1    | 1    | 0    | 2    | 24   |
| 1976년 몬트리올       | 불참          | 불참 | 불참 | 불참 | 불참 | 불참 |
| 1980년 모스크바       | 13            | 0    | 1    | 0    | 1    | 32   |
| 1984년 로스앤젤레스   | 26            | 0    | 0    | 0    | 0    | -    |
| 1988년 서울           | 24            | 0    | 0    | 0    | 0    | -    |
| 1992년 바르셀로나     | 8             | 0    | 0    | 0    | 0    | -    |
| 1996년 애틀랜타       | 10            | 0    | 0    | 1    | 1    | 71   |
| 2000년 시드니         | 13            | 0    | 0    | 0    | 0    | -    |
| 2004년 아테네         | 11            | 0    | 0    | 0    | 0    | -    |
| 2008년 베이징         | 12            | 0    | 0    | 0    | 0    | -    |
| 2012년 런던           | 15            | 1    | 0    | 0    | 1    | 50   |
| 2016년 리우데자네이루 | 21            | 0    | 0    | 0    | 0    | -    |
| 2020년 도쿄           | 25            | 2    | 1    | 1    | 4    | 36   |
| 2024년 파리           | 미래의 이벤트 |      |      |      |      |      |
| 2028년 로스앤젤레스   | 미래의 이벤트 |      |      |      |      |      |
| 2032년 브리즈번       | 미래의 이벤트 |      |      |      |      |      |
| 합계                  | 합계          | 4    | 4    | 3    | 11   | 73   |

### 종목별 메달
| 종목       | 금 | 은 | 동 | 합계 |
| ---------- | -- | -- | -- | ---- |
| 육상       | 4  | 1  | 2  | 7    |
| 복싱       | 0  | 3  | 1  | 4    |
| 합계 (2개) | 4  | 4  | 3  | 11   |

## 같이 보기
- 분류:우간다의 올림픽 참가 선수